# Lyndon Hooper
Lyndon Fitzgerald Hooper (Georgetown, 30 maggio 1966) è un ex calciatore, ex giocatore di calcio a 5 e allenatore di calcio guyanese naturalizzato canadese.

## Carriera
Ha partecipato con la selezione canadese alle qualificazioni al mondiale del 1990, 1994 e 1998. Inoltre, con la Nazionale maschile di calcio a 5 del Canada, Hooper ha disputato il FIFA Futsal World Championship 1989 in cui i nordamericani sono stati eliminati al primo turno nel girone comprendente Belgio, Argentina e Giappone.

## Palmarès

### Club

#### Competizioni nazionali
- American Professional Soccer League: 1

Montreal Impact: 1994